# Budapest Marathon
Budapest Marathon är ett årligt maratonlopp genom Budapest, Ungern sedan 1961. Det hålls normalt i början av oktober eller i slutet av september.
Loppet startar på Hősök tere (Hjältarnas torg) och avslutas i Városliget (stadsparken). Stora delar av sträckan går nära floden Donau. Efter tävlingen kan deltagarna bada sina värkande fötter i Széchenyi termalbad.